# Scandix
Scandix és un gènere de plantes amb flors apiàcies. Consta de 94 espècies descrites i d'aquestes, només 5 d'acceptades.

És un gènere originari de la regió mediterrània, la regió irano-turaniana i dels països veïnes.
Als Països Catalans es presenten com autòctones:
- Scandix stellata
- Scandix pecten-veneris
- Scandix australis

## Taxonomia
El gènere va ser descrit per Linnaeus i publicat a Species Plantarum 1: 256–258. 1753. L'espècie tipus és: Scandix pecten-veneris L.	
- Scandix australis
- Scandix grandiflora L.
- Scandix macrorhyncha C.A. Mey.
- Scandix pecten-veneris L.
- Scandix stellata Banks & Sol.